# صافي سالينا (مسلسل)
صافي سالينا هو مسلسل كوميدي مغربي من تأليف وإخراج محمد علي المجبود سنة 2022، وبطولة كل من سامية أقريو، غاني القباج، عدنان موحجة، نزهة الركراكي، أمل الأطرش، مصطفى خونا، منال أمين، تسنيم شحام، مريم الزعيمي، عصام بوعلي، عبد الله البكيري، وغيرهم. إنطلق عرض المسلسل بتاريخ 4 أبريل 2022 على القناة الثانية.

## قصة المسلسل
يروي المسلسل قصة زوج وزوجة، على وشك الانفصال بعد زواج دام أكثر من 17 عام بسبب الخيانة، ولكن مع بداية إجراءات الطلاق تبدأ جائحة فيروس كورونا وما تلاها من حالة الطوارئ الصحية وحجر الجميع في بيوتهم مما جعل علاقتهما على المحك، لتقرر الزوجة بناء جدار فاصل في المنزل، ومن هنا تنطلق الأحداث في قالب درامي اجتماعي كوميدي.

## طاقم التمثيل
- سامية أقريو
- غاني القباج
- عدنان موحجة
- نزهة الركراكي
- أمل الأطرش
- مريم الزعيمي
- ندى البلقاسمي
- مصطفى خونا
- عصام بوعلي
- منال أمين
- عبد الله البكيري
- تسنيم شحام

## وصلات خارجية
- صافي سالينا على موقع قاعدة بيانات الأفلام العربية